# 锡二铁路
锡二铁路，位于锡林郭勒盟，东起海彦呼都格站，西至集二铁路西里站，正线374.955公里，全长593.403公里。项目业主内蒙古锡二铁路有限责任公司。

## 线路
自锡乌铁路海彦呼都格站引出，途径阿巴嘎旗政府所在地别力古台镇、呼和德尔斯（那仁宝力格煤矿专用线接轨站），至苏尼特左旗政府所在地满都拉图镇，终至集二线西里站。国铁I级单线。设计行车速度120km/h；限制坡度：6‰；最小曲线半径：1200m；DF4D内燃牵引；牵引质量近期4000t、远期5000t、开行部分10000t列车；到发线有效长度：1050m；自动站间闭塞。
配套建设那仁宝力格煤田支线34.96公里；道布音呼都格至郭白铁路敖日格勒联络线7.404km，国铁II级。

## 历史
2007年11月开始可行性研究。2008年底铁道部完成项目初步设计批复。总投资70亿元。2012年6月开工。全线于2015年12月30日开通运营。